# Saint-Aubin (Landas)
 Saint-Aubin  (en occitano Sent Aubin) es una población y comuna francesa, situada en la región de Aquitania, departamento de Landas, en el distrito de Dax y cantón de Mugron.

## Demografía
| 519 | 458 | 453 | 450 | 452 | 457 |
| Para los censos de 1962 a 1999 la población legal corresponde a la población sin duplicidades (Fuente: INSEE [Consultar]) |     |     |     |     |     |